# Nártounovití
Nártounovití (Tarsiidae) je čeleď primátů, která dostala své jméno podle extrémně dlouhého nártu. Kromě toho mají také obrovské oči, kterými vidí velmi dobře ve tmě. Živí se hlavně hmyzem, který loví ve skoku. V menší míře loví také ptáky a hady. Samice jsou březí 6 měsíců a poté rodí jediné mládě. Stres v zajetí jej někdy vede k tomu, že si ublíží, nebo se dokonce zabije. Nártouni žijí na indonéských ostrovech (zejména Sulawesi, Borneo, Sumatra) a na Filipínách.

## Stavba těla
Tělo nártouna měří jen 10–18 cm a ocas přibližně 25–30 cm. Samci dosahují hmotnosti 120–140 g, samice jsou asi o 10 g lehčí. Třetinu jeho těla zabírá hlava s průsvitnýma ušima a obrovskýma očima, které mají v průměru až 1,5 cm a váhu až 6 g, což je více než váha celého jejich mozku. V poměru k tělu má nártoun největší oči ze všech savců. Kdyby byly oči člověka ve stejném poměru k tělu jako u nártouna, musely by být stejně veliké jako grapefruit. Na očích jim také chybí tapetum lucidum – reflexní vrstva sítnice oka, která se typicky vyskytuje u nočních živočichů a způsobuje zelený odlesk jejich očí. Nártoun dokáže otáčet hlavou o 180°.
Na koncích prstů má nártoun paličkovité polštářky. Má mohutné zadní končetiny a dobře vyvinuté stehenní svaly. Ocas je dlouhý a lysý s řídkým ochlupením na konci. Konec ocasu je ze spodní strany holý a jsou na něm papilární linie (otisk prstu), podobně jako např. u lidské ruky.
Primáti, kteří se živí převážně hmyzem, mívají vysoké ostré hrbolky na stoličkách a krátké jednoduché střevo.

## Způsob života
Přes den se nártoun ukrývá v dutinách stromů. V noci vyráží lovit. Pohybuje se po tenkých větvičkách stromů a přeskakuje ze stromu na strom až šestimetrovými skoky. K udržení ve větvích mu velmi pomáhají dlouhé prsty s bambulkovitými polštářky a také ocas, který využívá jak na držení, tak jako kormidlo při letu. Nártouni mají výtečný zrak, čich i sluch a jsou tedy velmi dobrými a rychlými lovci.
Žijí v rodinných skupinách, které čítají 4 až 6 exemplářů. Ve skupině žije většinou samec, jedna či více samic a několik mláďat, která se ještě neosamostatnila.
Samice rodí počátkem období dešťů (listopad, prosinec) po 6 měsících březosti jediné mládě. V zajetí se nártouni množí jen velmi málo. Dožívají se 8–12 let. Většina populace se však dříve stane kořistí kočkovitých šelem a krajt. Loví jej i kočka domácí, takže je ohrožen i v okolí vesnic. Kořistí se stává především ve dne, kdy se ukrývá v dutinách stromů a má snížené šance úniku.
Nártouni jsou jediní výhradně masožraví primáti na světě. Živí se hmyzem a nebo drobnými obratlovci (ještěrky, drobní gekoni). Nejedí žádné listí nebo ovoce.

## Zajímavosti
Nártoun byl pro svou obratnost v lovu a malý vzrůst předlohou rytíře Yody z Hvězdných válek – ptáky dokáže lovit za letu během skoku ze stromu na strom. Mnoho lidí si také povšimne velké podobnosti nártouna s Glumem z Pána prstenů.

## Druhy
Nártouni tvoří na základě studie z roku 2010 (Groves & Shekelle) tři rody, předtím byl hodnocen pouze jediný rod Tarsius. Výčet žijících druhů:
rod Carlito
- nártoun filipínský (Carlito syrichta) (Linnaeus, 1758)

rod Tarsius
- nártoun celebeský (Tarsius tarsier) (Erxleben, 1777)
- nártoun Dianin (Tarsius dentatus) Miller et Hollister, 1921
- Tarsius fuscus Fischer, 1804
- nártoun drobný (Tarsius pumilus) Miller et Hollister, 1921
- nártoun lariang (Tarsius lariang) Merker et Groves, 2006
- nártoun pelengský (Tarsius pelengensis) Sody, 1949
- nártoun sanghirský (Tarsius sangirensis) Meyer, 1897
- nártoun tumpara (Tarsius tumpara) Shekelle et al., 2008
- nártoun Wallaceův (Tarsius wallacei) Merker, Driller, Dahruddin, Wirdateti, Sinaga, Perwitasari-Farajallah & Shekelle, 2010
- Tarsius spectrumgurskyae Shekelle et al., 2017
- Tarsius supriatnai Shekelle et al., 2017
- Tarsius niemitzi Shekelle, Groves, Maryanto, Mittermeier, Salim & Springer, 2019

rod Cephalopachus
- nártoun západosundský (Cephalopachus bancanus) Horsfield, 1821

Podle IUCN jsou považováni:
- nártoun filipínský za téměř ohrožený druh,
- nártoun celebeský, nártoun Dianin a nártoun západosundský za zranitelné druhy,
- nártoun drobný, nártoun pelengský a nártoun sanghirský za ohrožené druhy,[5]
- nártoun tumpara za kriticky ohrožený druh.

## Galerie

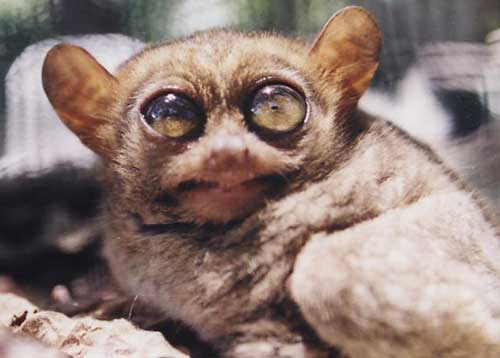
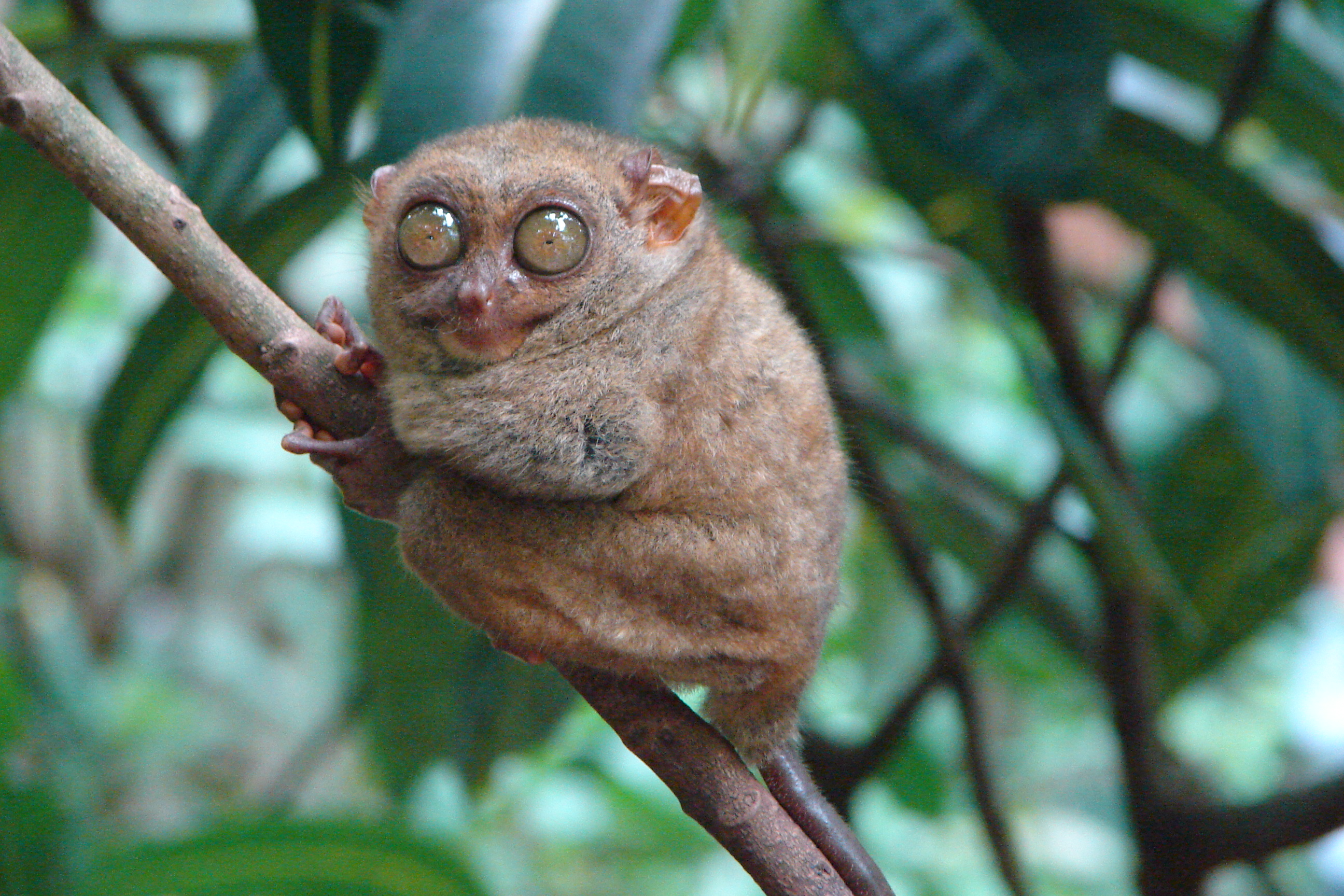
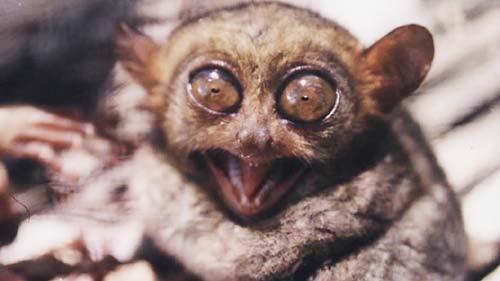
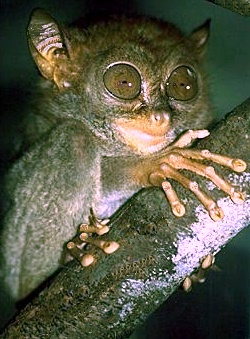
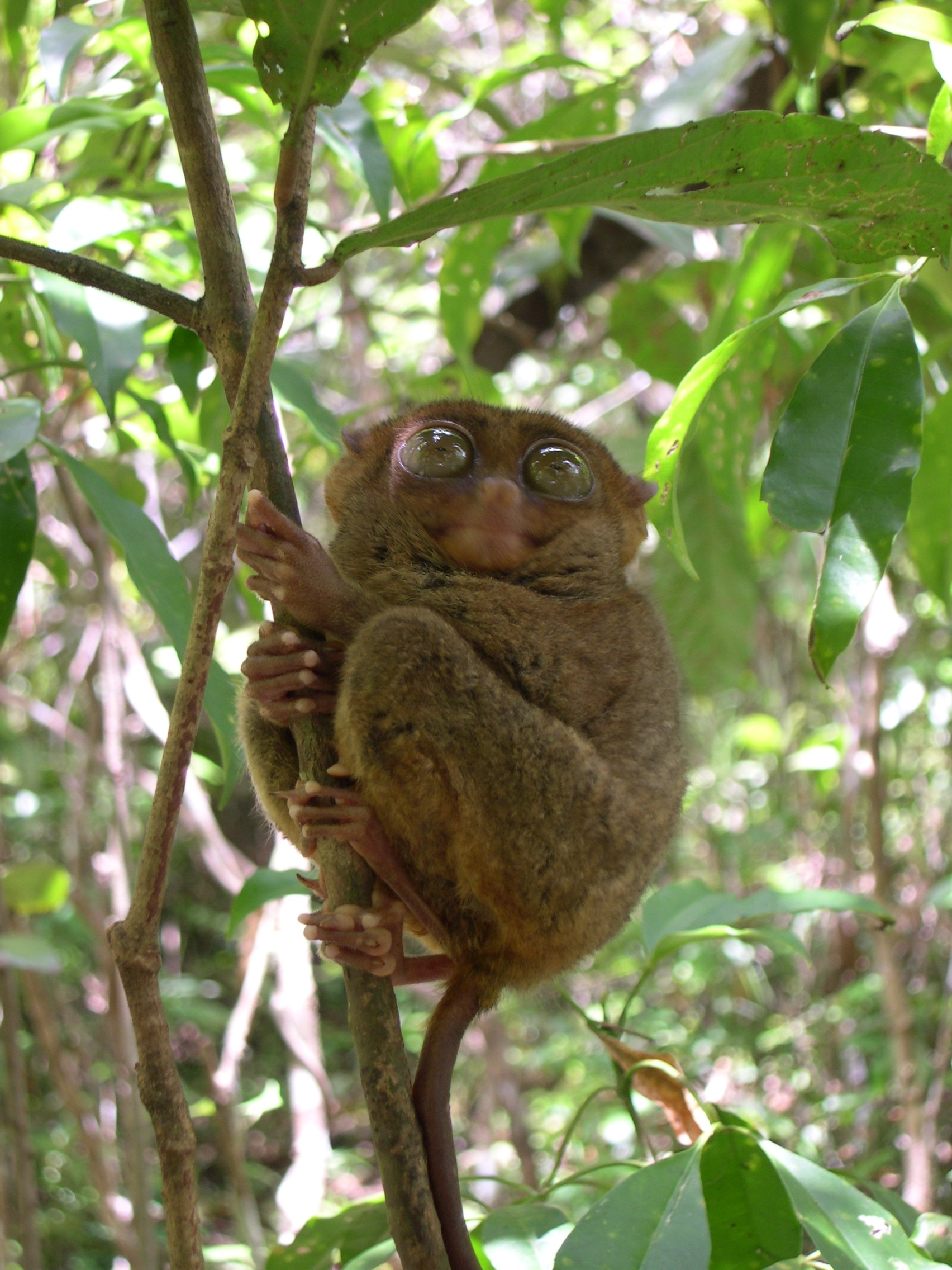
nártoun filipínský
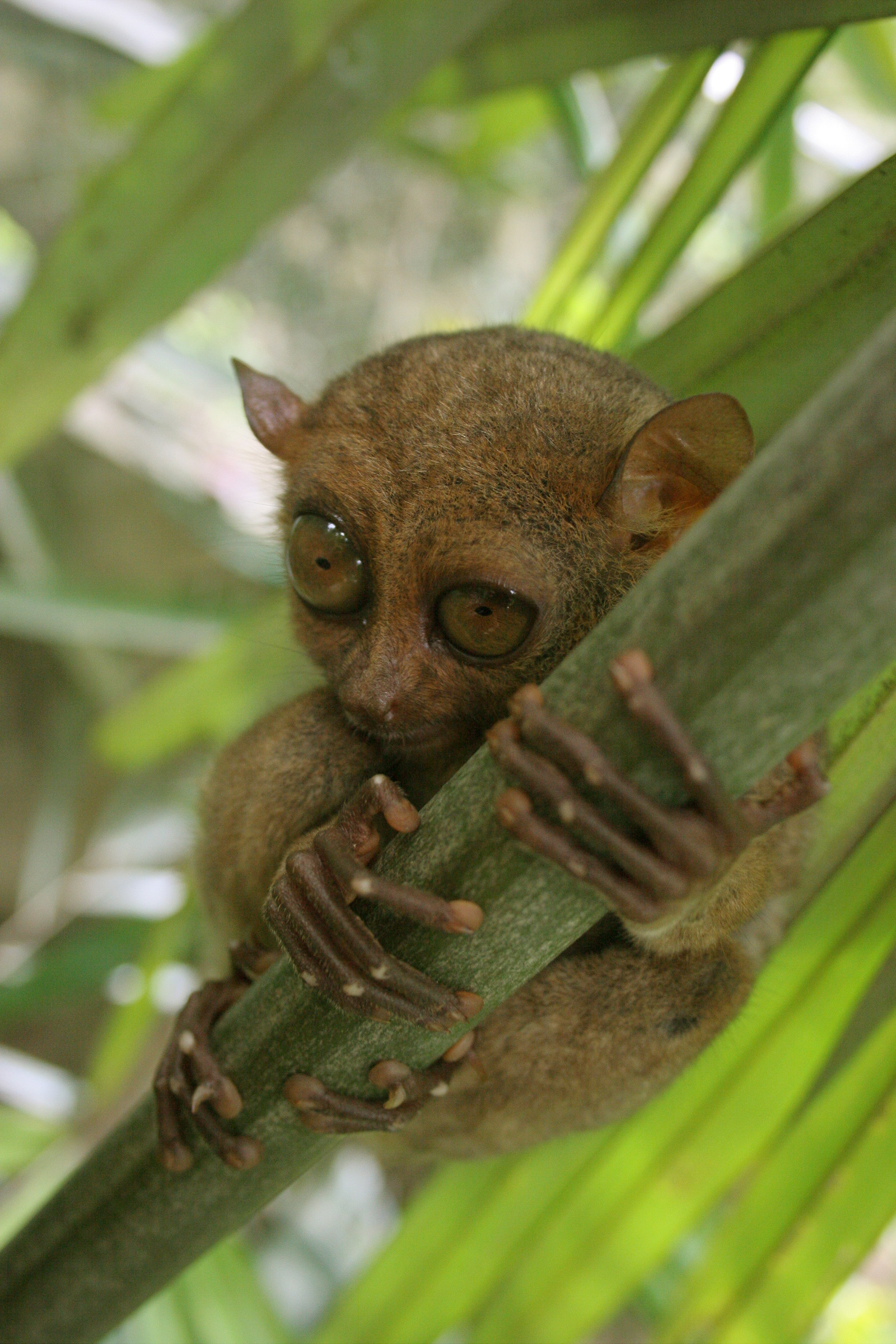
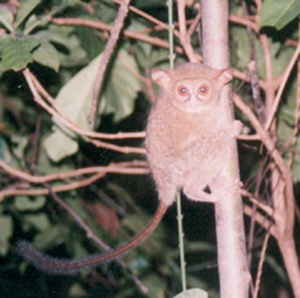
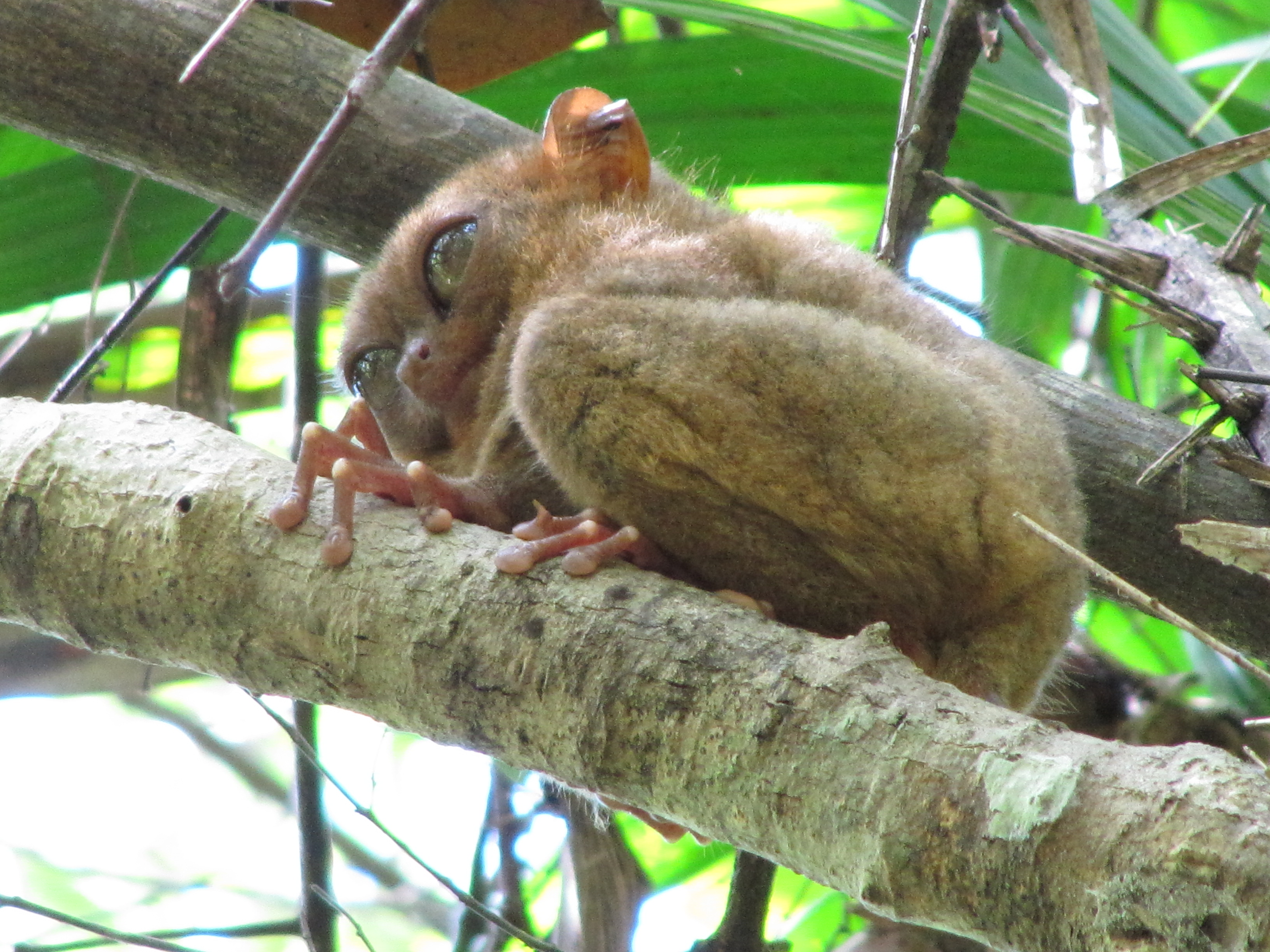
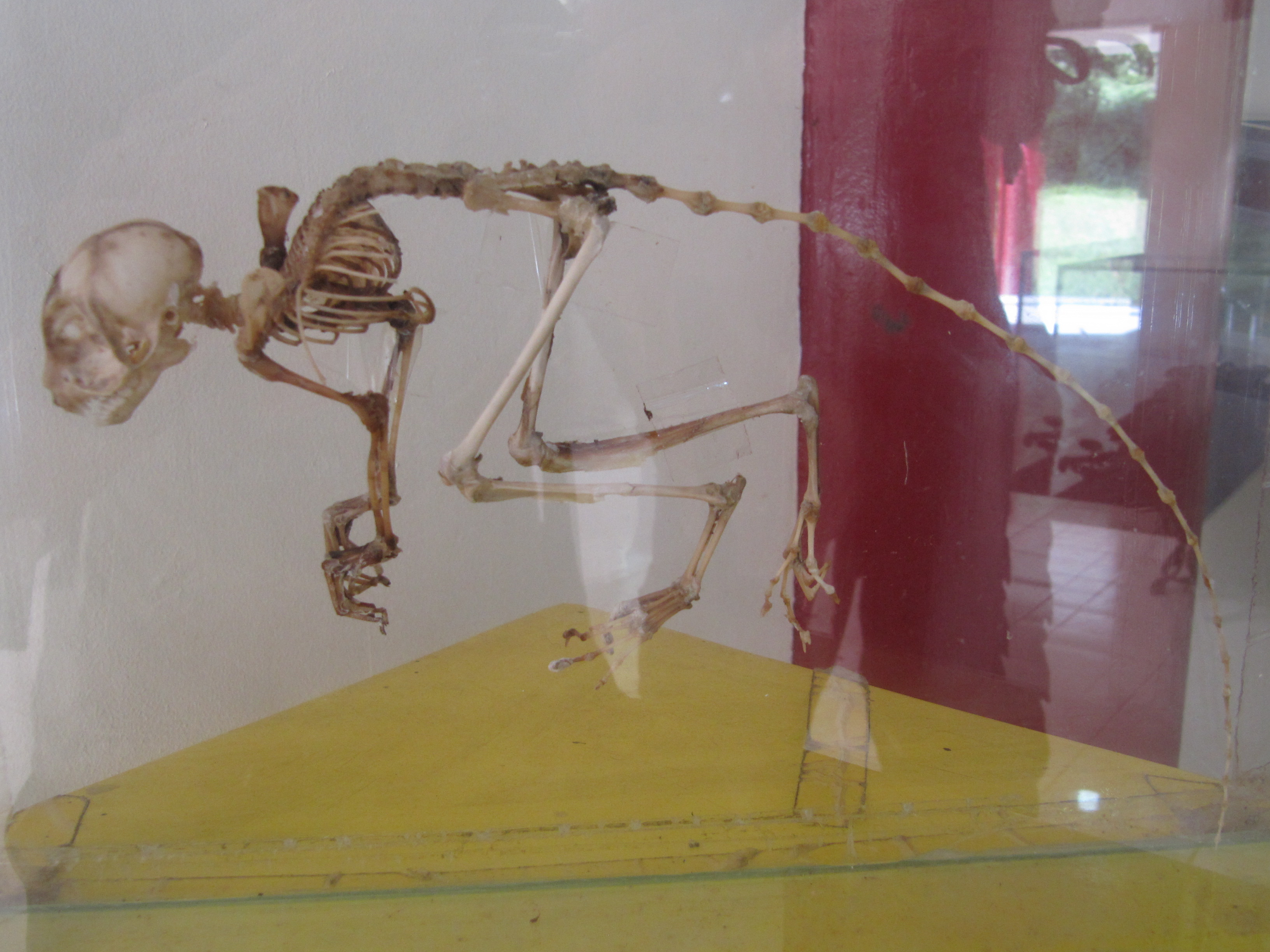
Kostra Nártouna